# Jižní Korea na Letních olympijských hrách 1988
Jižní Koreu na Letních olympijských hrách v roce 1988 v Soulu reprezentovala výprava 401 sportovců (269 mužů a 132 žen) ve 27 sportech.

## Medailisté
| Medaile | Jméno | Sport                | Soutěž                                         |
| ------- | --- | -------------------- | ---------------------------------------------- |
| Zlato   | Kim Soo-Nyung | Lukostřelba          | Jednotlivci                                    |
| Zlato   | Kim Soo-Nyung Wang Hee-Kyung Yun Young-Sook | Lukostřelba          | Družstvo žen                                   |
| Zlato   | Park Sung-Soo Chun In-Soo Lee Han-Sup | Lukostřelba          | Družstvo mužů                                  |
| Zlato   | Kim Kwang-Sun | Box                  | Muži do 51 kg                                  |
| Zlato   | Park Si-Hun | Box                  | Muži do 71 kg                                  |
| Zlato   | Song Ji-Hyun Han Hyun-Sook Kim Choon-Rye Kim Myung-Soon Lee Ki-Soon Kim Hyun-Mee Ki Mi-Sook Suk Min-Hee Son Mi-Na Lim Mi-Kyung Kim Kyung-Soon Sung Kyung-Hwa                                                             | Házená               | Turnaj žen                                     |
| Zlato   | Kim Če-jop | Judo                 | Muži do 60 kg                                  |
| Zlato   | I Kjong-kun | Judo                 | Muži do 65 kg                                  |
| Zlato   | Hjon Čong-hwa Yang Young-Ja | Stolní tenis         | Ženy čtyřhra                                   |
| Zlato   | Yoo Nam-Kyu | Stolní tenis         | Muži dvouhra                                   |
| Zlato   | Han Mjong-u | Zápas                | muži, volný styl do 82 kg                      |
| Zlato   | Kim Jong-nam | Zápas                | muži, řecko-římský do 74 kg                    |
| Stříbro | Park Sung-Soo | Lukostřelba          | Muži jednotlivci                               |
| Stříbro | Wang Hee-Kyung | Lukostřelba          | Ženy jednotlivci                               |
| Stříbro | Suh Kwang-Mi Lim Kye-Sook Park Soon-Ja Suh Hyo-Sun Kim Mi-Sun Kim Soon-Duk Kim Young-Sook Han Ok-Kyung Hwang Keum-Sook Jin Won-Sim Chun Eun-Kyung Chung Sang-Hyun Han Keum-Sil Chang Eun-Jung Choi Choon-Ok Cho Ki-Hyang | Pozemní hokej        | Turnaj žen                                     |
| Stříbro | Baik Hyun-Man | Box                  | Muži do 91 kg                                  |
| Stříbro | Choi Suk-Jae Kang Jae-Won Kim Jae-Hwan Koh Suk-Chang Lee Sang-Hyo Lim Jin-Suk Noh Hyun-Suk Oh Young-Ki Park Do-Hun Park Young-Dae Shim Jae-Hong Shin Young-Suk Yoon Tae-Il                                               | Házená               | Turnaj mužů                                    |
| Stříbro | Cha Young-Chul | Sportovní střelba    | Muži 50 metrů libovolná malorážka 60 ran vleže |
| Stříbro | Chun Byung-Kwan | Vzpírání             | Muži do 52 kg                                  |
| Stříbro | Kim Ki-Taik | Stolní tenis         | Muži dvouhra                                   |
| Stříbro | Pak Čang-sun | Zápas                | muži, volný styl do 68 kg                      |
| Stříbro | Kim Song-mun | Zápas                | muži, řecko-římský do 68 kg                    |
| Bronz   | Yun Young-Sook | Lukostřelba          | Ženy jednotlivci                               |
| Bronz   | Lee Jae-Hyuk | Box                  | Muži do 57 kg                                  |
| Bronz   | Park Jong-Hoon | Sportovní gymnastika | Muži přeskok                                   |
| Bronz   | Čo Jong-čchol | Judo                 | Muži nad 95 kg                                 |
| Bronz   | Ahn Jae-Hyung Yoo Nam-Kyu | Stolní tenis         | Muži čtyřhra                                   |
| Bronz   | Lee Kyung-Kun | Vzpírání             | Muži do 82,5 kg                                |
| Bronz   | No Kjong-son | Zápas                | muži, volný styl do 57 kg                      |
| Bronz   | Kim Tche-u | Zápas                | muži, volný styl do 90 kg                      |
| Bronz   | I Če-sok | Zápas                | muži, řecko-římský do 52 kg                    |
| Bronz   | An Te-hjon | Zápas                | muži, řecko-římský do 62 kg                    |
| Bronz   | Kim Sang-kju | Zápas                | muži, řecko-římský do 82 kg                    |